# Scarposa tumida
Scarposa tumida är en insektsart som beskrevs av Philip Reese Uhler 1895. Scarposa tumida ingår i släktet Scarposa och familjen Flatidae. Inga underarter finns listade i Catalogue of Life.